# خالد الشريدة
خالد شريدة الشريدة، مواليد (1963-) لاعب كرة قدم كويتي سابق، وقد كان يلعب مع نادي الكويت، كما لعب مع منتخب الكويت لكرة القدم.

## مسيرته
بدأ خالد الشريدة حياته الرياضية لاعبا في أشبال نادي كاظمة في منتصف السبعينيات، ثم إنتقل الي نادي الكويت عبر أحد الكشافين الرياضيين ليتم إختياره الي الفريق الاول في نادي الكويت عبر المدرب صالح زكريا وتم إشراكه أمام النادي العربي عام 1980 في الشوط الثاني ليسجل هدفا، وأستمر لاعب أساسي في الفريق الاول منذ تلك المباراة، ليبدع في نهائي كأس الأمير 1986/1987 أمام نادي التضامن الكويتي، وسجل هدفا صاروخيا حينها أطلق عليه المعلق الرياضي المخضرم خالد الحربان لقب النحلة، كما إنضم الي منتخب الكويت لكرة القدم عام 1982 ولعب أساسي في كأس الخليج العربي 7 وكأس الخليج العربي 8، وبعد اعتزاله عام 1999 تفرع للعمل الإداري في نادي الكويت وعين مشرف على الفريق الأول.